# Magnesiumbromid
Magnesiumbromid  ist das Magnesiumsalz der Bromwasserstoffsäure (HBr). Es zählt zur Gruppe der Bromide und hat die Summenformel MgBr2.

## Vorkommen
Magnesiumbromid kommt natürlich in Kalilagerstätten (Bromide kommen in Kalisalzen etwa im Verhältnis von 1:300 zu den analogen Chloriden vor) und im Meerwasser (in einer Konzentration von etwa 70 g/m³) vor.

## Gewinnung und Darstellung
Es existieren einige Möglichkeiten zur Herstellung von Magnesiumbromid. Zum einen kann Magnesiumbromid durch Reaktion einer Magnesiumhydroxidlösung (gewonnen aus Magnesiumchlorid) mit Bromwasserstoff gewonnen werden.
{\displaystyle \mathrm {Mg(OH)_{2}+2\ HBr+4\ H_{2}O\longrightarrow \ MgBr_{2}+6\ H_{2}O} }
Eine weitere Möglichkeit ist durch die Darstellungen aus den Elementen gegeben. Diese Reaktion wird in wasserfreiem Diethylether durchgeführt, da das direkte Zutropfen elementaren Broms auf metallisches Magnesium eine zu heftige Reaktion verursachen würde.
{\displaystyle \mathrm {Mg+Br_{2}\longrightarrow MgBr_{2}} }

## Eigenschaften
Magnesiumbromid ist ein farbloses, hygroskopisches Pulver und tritt auch als Hexahydrat auf, welches bei 165 °C zu wasserfreiem Magnesiumbromid dehydratisiert. Es kristallisiert im trigonalen Polytyp 2H von Cadmiumiodid mit den Gitterparametern a = 4,154 Å und c = 6,862 Å.

## Verwendung
Magnesiumbromid kann zur Herstellung von Brom aus bromidhaltigen Laugen verwendet werden.
{\displaystyle \mathrm {MgBr_{2}+Cl_{2}\longrightarrow Br_{2}+MgCl_{2}} }
In der organischen Synthese wird die Verbindung als Lewis-Säure-Katalysator eingesetzt, wobei eine Stabilisierung von Übergangszuständen bei Additionsreaktionen erfolgt. Weiterhin können Alkylbromide aus den Tosylaten primärer und sekundärer Alkohole erhalten werden.